# Spijk (West Betuwe)

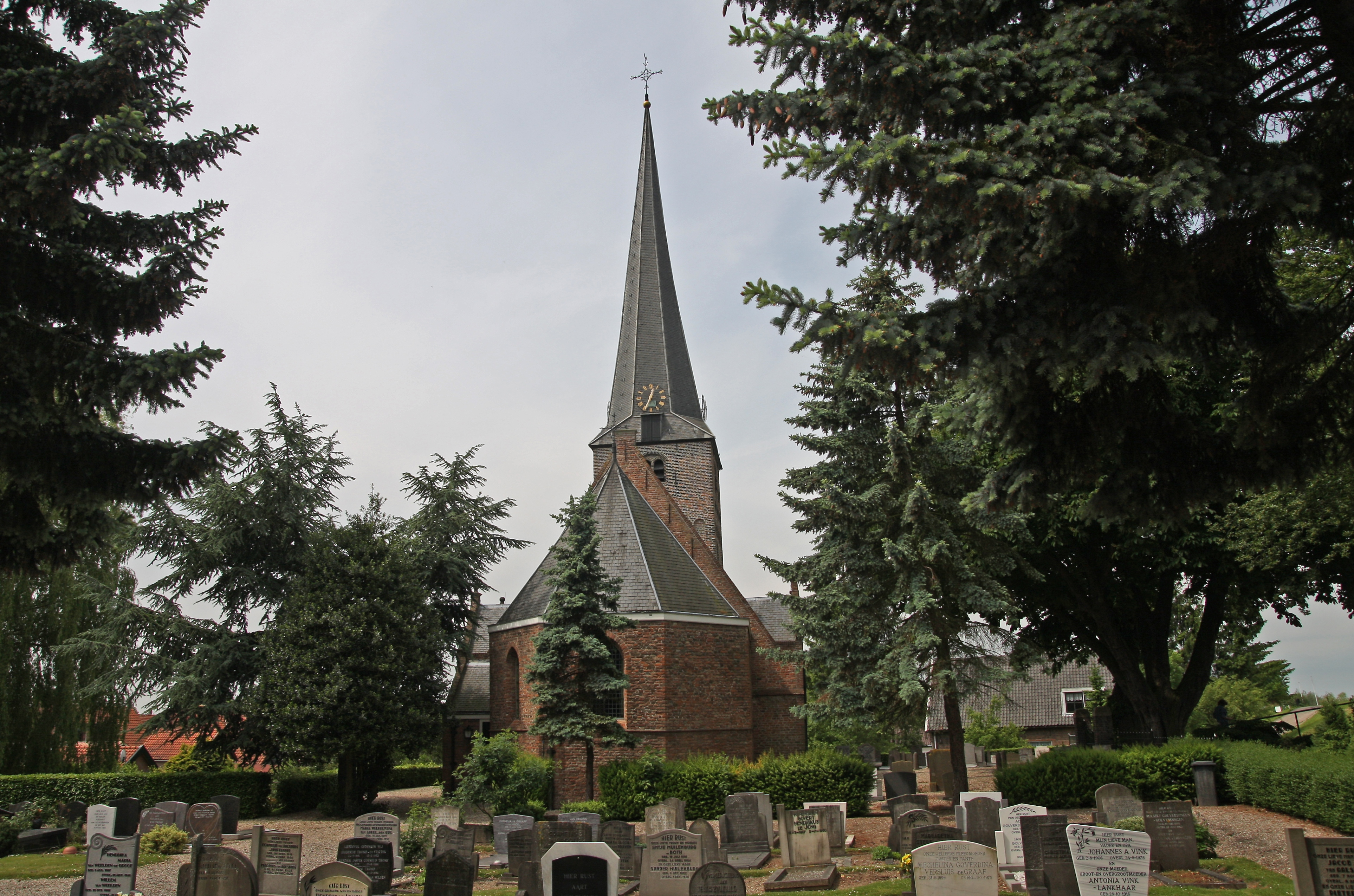
De dorpskerk van Spijk

Spijk is een dorp in de gemeente West Betuwe in de Nederlandse provincie Gelderland. Het ligt op de plek waar het Merwedekanaal uitkomt in de Linge, tegenover Arkel. Aan de overzijde van de Linge ligt Rietveld en tussen deze twee plaatsen vaart een voetveer. In Spijk en de buurtschap Vogelswerf wonen samen zo'n 900 mensen. De kerk stamt uit de 14e eeuw. Tot 1 september 1855 was Spijk een zelfstandige gemeente.

## Bestuursgeschiedenis
Bij de oprichting van de gemeentes op 1 januari 1812 was Spijk gevoegd bij de gemeente Kedichem. Nederland was toen deel van het keizerrijk Frankrijk. Nadat Nederland weer zelfstandig was geworden, werd het provinciale indeling hersteld en hoorde de gemeente Kedichem bij de provincie Gelderland. Op 1 januari 1817 werd Spijk een zelfstandige gemeente, behorend bij de provincie Zuid-Holland. De vaststelling van de provinciegrens tussen Gelderland en Zuid-Holland bij wet van 27 april 1820 leidde tot enige kleine aanpassingen voor de gemeentegrenzen van Spijk. Het deel van Spijk dat ten zuiden van de Kweldijk en ten oosten van de Zuider Lingedijk lag, werd bij de Gelderse gemeente Vuren gevoegd. 
Per 1 september 1855 werd Spijk bij de gemeente Heukelum gevoegd. Op 1 januari 1986 werd de gemeente Heukelum met Spijk bij de gemeente Vuren gevoegd, waarvan de naam op 3 januari 1987 veranderde in Lingewaal. Gelijktijdig kwam Heukelum met Spijk dus in de provincie Gelderland te liggen. De gemeente Lingewaal ging op zijn beurt op 1 januari 2019 op in de gemeente West Betuwe. 

## Geschiedenis
Spijk was vroeger een heerlijkheid. Deze bestond in elk geval sinds de vijftiende eeuw uit twee delen, het westelijke deel heette het Nedereind en het oostelijke het Overeind, genoemd naar hun respectievelijke ligging aan de Linge. De bezitters van beide delen hadden voor de Reformatie afwisselend het recht tot het voordragen van de nieuwe pastoor van Spijk. Pal ten noorden van de kerk bevond zich het Huis te Spijk dat al in de vijftiende eeuw wordt vermeld en begin 19e eeuw is gesloopt.
In 1611 verkocht Gerard Arnoutsz. van Rhenoy het Nedereind, dat een Hollands leen was, aan Cornelis van Aerssen. Twee jaar later verwierf van Aerssen door schenking het Overeind van prins Filips Willem van Nassau als een leengoed van het graafschap Leerdam. Sindsdien hadden de beide helften steeds dezelfde eigenaar.
De heerlijkheid Spijk werd in het westen en noorden begrensd door de Linge, in het oosten scheidde de Spijkse Zeevang Spijk van de heerlijkheid Heukelum. De zuidgrens werd gevormd door de Spijkse Achterdijk die de scheiding vormde met de heerlijkheid Dalem.
De dorpskerk van Spijk wordt gebruikt door de plaatselijke Hersteld Hervormde gemeente.

## Sport en ontspanning
De voetbalvereniging van Spijk, SVS'65, komt uit in de vierde klasse. In Spijk bevindt zich golfbaan The Dutch.

## Onderwijs
Spijk heeft één basisschool: De Hoeksteen